# Cantón de Prémery
El cantón de Prémery era una división administrativa francesa, que estaba situada en el departamento de Nièvre y la región de Borgoña.

## Composición
El cantón estaba formado por catorce comunas:
- Arbourse
- Arthel
- Arzembouy
- Champlemy
- Champlin
- Dompierre-sur-Nièvre
- Giry
- Lurcy-le-Bourg
- Montenoison
- Moussy
- Oulon
- Prémery
- Saint-Bonnot
- Sichamps

## Supresión del cantón de Prémery
En aplicación del Decreto nº 2014-184 de 18 de febrero de 2014, el cantón de Prémery fue suprimido el 22 de marzo de 2015 y sus 14 comunas pasaron a formar parte del nuevo cantón de La Charité-sur-Loire.